# ゴンサロ・タヴァレス
ゴンサロ・アレシャンドレ・グロリアス・タヴァレス（Gonçalo Alexandre Glórias Tavares 、1997年5月16日 - ）は、ポルトガル・オディヴェラス出身のプロサッカー選手。スペインのレクレアティーボ・グラナダ所属。ポジションは、ディフェンダー（ライトバック）。

## クラブ歴
2018年12月28日、タッサ・ダ・リーガのポルト戦でプロデビューを果たした。
2019年9月2日、スペインのレクレアティーボ・グラナダに買取オプション付きの1年間のローン移籍で加入した。